# Балкашинов Володимир Святославович
Володимир Святославович Балкашинов (11 жовтня 1961, Читинська область, Російська РФСР — 15 листопада 2020) — український режисер, актор і театральний діяч. Заслужений діяч мистецтв України. Член Національної Спілки кінематографістів України.

## Життєпис
У 1981 закінчив Дніпропетровське державне театральне училище за спеціальністю «актор театру і кіно», у 1986 році — режисерський факультет ГІТІС (майстерня А. Гончарова і М. Захарова).
З 1986 до 1993 працював черговим і головним режисером в театрах України — Дніпропетровськом російською драматичному театрі ім. Горького, Запорізькому Театрі юного глядача, Донецькому обласному російською драматичному театрі.
У 1993 року працює в кіно. Згодом створив компанію «Балкашинов і Ко», яка займається шоу-програмами, зйомками кліпів, реклами, фільмів.
З 1996 до 2006 — головний режисер церемоній щорічної української загальнонаціональної програми «Людина року». Був головним режисером Дня України на «Слов'янському базарі 93», Міжнародного фестивалю акторів кіно «Стожари» (1997, 1999, 2005), Міжнародного фестивалю телевізійних програм «Оксамитовий сезон» (1998, 2001, 2002), Міжнародного фестивалю мистецтв «Слов'янський базар» (2000), Відкритого Бердянського кінофестивалю «Бригантина» (2006).

## Режисерська фільмографія
- 2004 — «Небо в горошок»
- 2016 — «Листи з минулого» (телесеріал)